# Prociphilus micheliae
Prociphilus micheliae är en insektsart som beskrevs av Hille Ris Lambers 1933. Prociphilus micheliae ingår i släktet Prociphilus och familjen långrörsbladlöss. Inga underarter finns listade i Catalogue of Life.